# 강릉 나들목
강릉 나들목(Gangneung IC)은 강원특별자치도 강릉시 성산면 위촌리와 관음리에 걸쳐 설치된 동해고속도로의 35번 교차로이다. 나들목 진출입로는 성산면 금산리와 접하고 있다. 국도 제35호선을 통해 성산면, 강릉시 내로 진출할 수 있으며, 인근에 경포해수욕장, 강릉영동대학교가 있다.

## 연혁
- 2001년 11월 28일 : 동해고속도로 강릉 ~ 주문진 구간 확장 개통에 따라 영업 개시[1]
- 2017년 12월 : 나들목 요금소에 다차로 하이패스 시스템 도입[2]

## 구조물 정보
- 위치: 강원특별자치도 강릉시 성산면 위촌리, 관음리
- 영업소: 강원특별자치도 강릉시 성산면 동해고속도로 348
- 한국도로공사 강릉지사: 강원특별자치도 강릉시 성산면 소목길 118

## 접속하는 도로
- 국도 제35호선 (경강로)

## 교통량 정보
| 요금소        | 통행량 (대/일) | 통행량 (대/일) | 통행량 (대/일) | 통행량 (대/일) | 통행량 (대/일) | 통행량 (대/일) | 통행량 (대/일) | 통행량 (대/일) | 통행량 (대/일) | 통행량 (대/일) | 각주  |
| 요금소        | 2001년         | 2002년         | 2003년         | 2004년         | 2005년         | 2006년         | 2007년         | 2008년         | 2009년         | 2010년         | 각주  |
| ------------- | -------------- | -------------- | -------------- | -------------- | -------------- | -------------- | -------------- | -------------- | -------------- | -------------- | ----- |
| 강릉 (폐쇄식) | 10,046         | 10,702         | 10,833         | 10,439         | 9,142          | 9,079          | 9,516          | 8,656          | 8,773          | 8,636          | [ 3 ] |
| 요금소        | 2011년         | 2012년         | 2013년         | 2014년         | 2015년         | 2016년         | 2017년         | 2018년         | 2019년         |                | [ 3 ] |
| 강릉 (폐쇄식) | 8,759          | 8,965          | 9,232          | 9,542          | 10,455         | 11,222         | 12,087         | 12,417         | 12,246         |                | [ 3 ] |